# 黑膠唱片

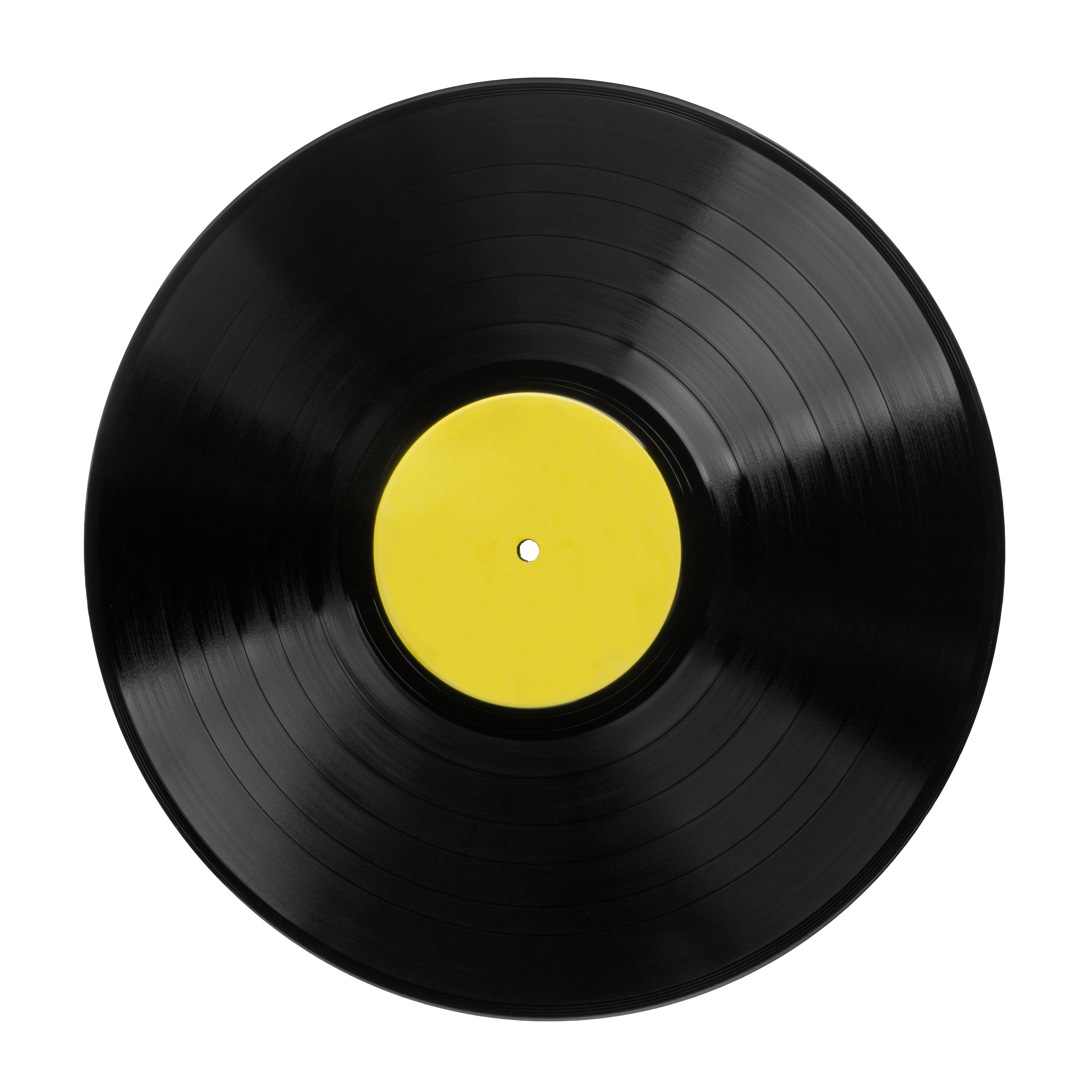
密紋黑膠唱片

黑膠唱片（英语：Vinyl record；英语另称Standard-playing Record，直译：标准播放唱片，簡稱SP；或78-rpm Record，直译：78转唱片）而早期称为留声机唱片、（美式英语称：Phonograph record，在英式英语称为：Gramophone record）唱盘机唱片以及電木唱片，而黑胶唱片仅适用于后期至今品种。指轉速每分鐘78轉、聲槽寬度0.10—0.16毫米、聲槽密度每厘米30—50條的留聲機唱片。黑膠唱片是一般人對過往使用唱盤機播放的唱片的稱呼。這種唱片是一種黑色圓盤形的膠片，早期為石墨材質，之後使用蟲膠，现改用为聚氯乙烯（PVC）壓製，上面刻有凹凸的坑紋以記錄聲音。早期的黑膠唱片只有單聲道，到後來發展成為雙軌的雙聲道音軌。到了1980年代後期時，這些唱片的顏色已不再局限於黑色，而可以是白色、橙色、透明、螢光色，甚至可以把歌手的樣貌印製在唱片裡，不過成本比較高。黑膠唱片可使用鋼針（早期手搖唱機）和粗紋寶石唱針（電唱頭）放唱，唱針與密紋唱片不能通用。

## 製作
一般來說，唱片都是先用一塊質料比較軟的物料造成母碟，再把鋁金屬倒在上面製作壓碟用的母版。利用母版，唱片生產商可以重覆多次的把半融的空白硬膠碟壓成音樂唱片。

## 尺寸规格
黑膠唱片直径常见10英寸和12英寸两种规格，前者大量用于录制流行音乐，录音时间较短，一面一般只能容纳一首歌曲，早期飞利浦、德律风根 （Telefunken）等厂牌出版的单声道LP也有采用此尺寸。值得一提的是，此规格为中国唱片大量用于录制单声道黑胶、薄膜唱片并一直沿用至1980年代；后者一面录音时间也仅有约5分钟，通常用于录制交响乐，此尺寸成为日后立体声LP的标准规格。此外，还有6又二分之一英寸规格（类似后来EP的规格），但因录音时间太短，并未广泛采用。可见，早在粗纹唱片时代，唱片的尺寸标准就基本形成。

## 格式
早期的78轉黑膠唱片，每一面只能錄製一首長約3分鐘的歌。1950年代45轉的細碟漸漸的成爲了主流。到後來出現了轉速較慢、面積較大的33又三分一轉密纹唱片（即LP，Long Play），每面大約可以錄製6首歌左右；另一方面，原來的45轉唱片也由於生產技術的改進，使原來每一面只能錄製一首歌，變為可以錄製兩首歌，這種唱片被稱為EP（Extended Play）。

## 局限
这种沟槽粗大的唱片是德国发明家爱米尔·贝利纳发明圆盘唱片后最早诞生的格式。早期的唱片转速因各厂牌而异，并不统一，后来逐渐上述规格定立标准。直至1948年密纹唱片诞生前，粗纹唱片是圆盘形唱片的唯一规格。
密纹唱片LP的诞生不仅打破了SP“大一统”的局面，也使其缺点暴露无遗：
1. 录音时间短。由于单面录音时间仅为5分钟左右，一首《华沙协奏曲》需一整张12英寸SP的两面来记录，瓦尔特（Walter）指挥的贝多芬第五钢琴协奏曲（皇帝）需4张SP。
2. 单张SP唱片 较LP重量重，加之同样录音时间需要的唱片多，使SP特别笨重，不易携带。
3. 粗纹唱片十分脆，极易损坏。
4. 粗纹唱片保真度较密纹唱片差很多，信噪比低，低频、高频的频率响应差。

因此，自密纹唱片出现后，粗纹唱片便被迅速淘汰，于1950年代基本被密纹唱片取代。

## 參看
- 密纹唱片
- 迷你專輯

## 外部連結
- Creating a vinyl record （页面存档备份，存于）
- VinylHunt.com （页面存档备份，存于） — A free directory of Record Stores in the US that offer new or used vinyl.
- Popsike.com （页面存档备份，存于） — Price Guide / Database of auction prices of rare vinyl records.
- YouTube — Record Making With Duke Ellington (1937) （页面存档备份，存于） A look at how early 78 RPM records were made.
- Vinylfanatics.com — A website devoted to vinyl records. News, reviews, forum.
- Kiddie Records Weekly （页面存档备份，存于） — Recordings and case images from children's records of the 1940s and 1950s.
- Jinjer Hundley. What's the difference between 33 1/3, 45 and 78 rpm. 2009年10月27日查阅. https://web.archive.org/web/20100728225214/http://www.musicbizadvice.com/the_difference_between_33_45_and_78_%20rpm.htm
- sqhy113.黑胶漫谈.Very CD 社区 音乐综合讨论区，2009年10月27日查阅.